# Liste der Filmfestivals in Schweden
Die Liste beinhaltet die Namen der Filmfestivals, die in Schweden stattfinden. Zudem werden genannt: die Jahreszahl der jeweiligen ersten Festival-Ausgabe, der Ort (die Stadt), in dem sich die jeweilige(n) Festival-Spielstätte(n) befinden, sowie die inhaltliche Spezialisierung des jeweiligen Festivals. Hierbei wird die Bezeichnung international verwendet, wenn es hinsichtlich der Produktionsländer der Filme keine geographische Einschränkung gibt. Die Liste ist aufsteigend nach Gründungsjahren geordnet, ein Farbwechsel in den Reihen markiert einen Wechsel im Jahrzehnt des Gründungsdatums.
| seit | Name des Filmfestivals | Ort                | Termin                                                    |
| ---- | --- | ------------------ | --------------------------------------------------------- |
| 1978 | Filmörnen | Karlstad           | Kurzfilme aus Värmland                                    |
| 1979 | Göteborg International Film Festival | Göteborg           | international                                             |
| 1982 | Uppsala International Short Film Festival | Uppsala            | Kurzfilme, international                                  |
| 1984 | BUFF Filmfestival | Malmö              | Kinder- und Jugendfilme, international                    |
| 1986 | Umeå International Film Festival | Umeå               | Erst- und Zweitfilme, international                       |
| 1990 | Stockholm International Film Festival | Stockholm          | international                                             |
| 1990 | Nordisk Panorama Film Festival Früher: Nordisk Panorama – Nordic Short & Doc Film Festival Früher: Nordisk Panorama – 5 Cities Film Festival Fand 1990–2012 in 11 Städten, in 5 Ländern, statt | Malmö (seit 2013)  | Kurz- und Dokumentarfilme aus den nordischen Ländern      |
| 1995 | Fantastisk Filmfestival (Lund International Fantastic Film Festival) | Lund               | Science-Fiction-, Fantasy- und Horrorfilme, international |
| 1998 | Tempo Dokumentärfestival | Stockholm          | Dokumentarfilme, international                            |
| 1999 | Jönköping filmfestival | Jönköping          | Kurz- und Spielfilme, international                       |
| 1999 | Kinorurik | Uppsala, Stockholm | Filme aus Russland                                        |
| 1999 | Norrköpings Filmfestival Flimmer | Norrköping         | international                                             |
| 2000 | Stockholm International Film Festival Junior | Stockholm          | Filme von Kindern und Jugendlichen                        |
| 2001 | Raketfilm | Karlstad           | innerhalb eines Tages produzierte Kurzfilme aus Schweden  |
| 2002 | Göteborgs festival för Undervattensfilm (bis 2004) | Göteborg           | Unterwasserfilme, international                           |
| 2007 | Brickfilmsfestivalen | Örnsköldsvik       | Brickfilme                                                |
| 2011 | Malmö Arab Film Festival | Malmö              | Arabische Kurz-, Spiel- und Dokumentarfilme               |